# 七幕製片室
七幕製片室（英語：Seven Screen Studio），印度電影製片及發行公司，由S·S·拉利特·庫馬爾（S. S. Lalit Kumar）經營，主要出品考萊塢電影。

## 歷史
S·S·拉利特·庫馬爾（Leena Lalitkumar）2017年在泰米爾納德邦金奈成立了本公司，出品的首部電影為《征服惡魔》（2018年），並在泰米爾納德邦發行了《96》 （2018年）。《征服惡魔》以拉利特之妻莉娜·拉利特庫馬爾（S. S. Lalit Kumar）的名義掛名監製。

## 外部連結
- 官方网站